# 西藏王统记
《西藏王统记》，正式名称为《王统世系明鉴》（藏語：རྒྱལ་རབས་གསལ་བའི་མེ་ལོང，威利转写：rgyal rabs gsal ba'i me long），是西藏第十四代萨迦法王索南坚赞编写的一部史书。此书在索南坚赞去世后仍未完成，直到1388年才定稿，是现存的第一部系统性介绍西藏历史的史书。
在《西藏王统记》之前的两部史书《布顿佛教史》和《红史》，都是以佛教经典教义为中心讲述西藏的历史，故而许多内容语焉不详。当时的西藏学者认为不涉及佛教的历史没有存在价值，故而许多史书失传了。索南坚赞致力于整理各种文献，并搜集民间传说，编成了此书。其中，索南坚赞参照了由绛季敦巴喜饶邦编写的专门介绍吐蕃历史的重要史书《王统如意树史》。在《王统如意树史》失传之后，《西藏王统记》长期成为藏学界研究吐蕃历史的最重要文献之一，直到敦煌莫高窟发现《吐蕃大事纪年》、《吐蕃赞普传记》等藏文历史文献为止。
此书共分为三十三章，第一章至第六章讲述释迦牟尼佛祖的诞生及佛教在西藏之外的传播历史；第七章至第三十三章讲述了西藏自藏族出现以来至雍登、沃松、亚泽、亚隆觉阿等王统并立时期的历史。
1949年，王沂暖譯成中文。1961年，苏联学者布罗尼斯拉夫·库兹涅佐夫翻译并出版俄文版。1966年，苏联学者库兹涅佐夫使用罗马字转写此书，在荷兰出版。1984年，中国学者刘立千也译注了此书。1994年與1996年出版兩個不同的英譯本。

### 引用
1. ↑  李正栓; 王心.  (PDF). 民族翻译. 2019, (3): 5–33  [2024-01-06]. ISSN 1674-280X. doi:10.13742/j.cnki.cn11-5684/h.2019.03.001. CNKI MZFY201903003. （原始内容存档 (PDF)于2024-01-06）.
2. ↑  . www.worldcat.org.
3. ↑  肖杰.  (PDF). 中国藏学. 2010, (3): 192–200  [2024-01-06]. ISSN 1002-557X. CNKI CTRC201003031. （原始内容存档 (PDF)于2024-01-06）.

### 书目
- 索南坚赞; 刘立千 (译注). . 民族出版社. 2000年2月出版. ISBN 7-105-03802-0.
- . 由Per K. Sørensen翻译. Otto Harrassowitz Verlag. 1994年5月30日.
- Gyaltsen, Sakyapa Sonam. . 由McComas Taylor翻译. Snow Lion Publications. 1996年2月14日  [2023年2月14日]. ISBN 9781559399326. （原始内容存档于2023年2月20日）.